# 1952年の宝塚歌劇公演一覧
本項目では、1952年の宝塚歌劇公演一覧（1952ねんのたからづかかげきこうえんいちらん）について示す。

## 一覧
（）内は、作者または演出者名。

### 宝塚公演

#### 花組
- 1月1日 - 1月30日　宝塚大劇場
  - 『源氏物語』（白井鐵造　構成・演出、小野晴通　脚本）
  - 『ブロードウェイ』（内海重典）

#### 星組
- 2月1日 - 2月28日　宝塚大劇場
  - 『ハワイの伯母さん』（白井鐵造）
  - 『源氏物語』（白井鐵造　構成・演出、小野晴通　脚本）

#### 雪組
- 3月1日 - 3月30日　宝塚大劇場
  - 『猿飛佐助』（菊田一夫）

#### 月組
- 4月1日 - 4月29日　宝塚大劇場
  - 『アメリカーナ』（内村禄哉）
  - 『春のおどり』（平井正一郎）

#### 星組
- 5月1日 - 5月30日　宝塚大劇場
  - 『鏡獅子』（水田茂　作、天津乙女　改作）
  - 『君若き頃』（内海重典）

#### 雪組
- 6月1日 - 6月29日　宝塚大劇場
  - 『シャンソン・ド・パリ』（高木史朗）

#### 花組
- 7月1日 - 7月30日　宝塚大劇場
  - 『安珍清姫譚』（小野晴通）
  - 『シャンソン・ド・パリ』（高木史朗）

#### 月組
- 8月1日 - 8月31日　宝塚大劇場
  - 『トウランドット』（白井鐵造）

#### 星組
- 9月2日 - 9月29日　宝塚大劇場
  - 『トウランドット』（白井鐵造）

#### 雪組
- 10月1日 - 10月30日　宝塚大劇場
  - 『ジャワの踊り子』（菊田一夫）

#### 花組
- 11月1日 - 11月30日　宝塚大劇場
  - 『巴里の騎士』（梅田晴夫）
  - 『かぐや姫』（内海重典）

#### 月組
- 12月1日 - 12月28日　宝塚中劇場
  - 『ばてれん秘薬』（花柳年之輔　構成、高崎邦祐　脚本・演出）
  - 『宝石と盗賊』（中江良夫　作、高木史朗　脚本・演出）
  - 『ホワイトクリスマス』（康本晋史　構成・演出）

### 東京公演

#### 雪組
公演組の出典
- 1月1日 - 1月28日　帝国劇場
  - 『ハワイの伯母さん』（白井鐵造）
  - 『花の風土記』（高木史朗）

#### 月組
- 2月2日 - 2月26日　帝国劇場
  - 『恋は御法度』（香村菊雄）
  - 『ブロードウェイ』（内海重典）

#### 花組
- 4月19日 - 5月29日　帝国劇場
  - 『源氏物語』（白井鐵造　構成・演出、小野晴通　脚本）

#### 雪組
- 7月9日 - 8月6日　帝国劇場
  - 『猿飛佐助』（菊田一夫）

#### 花組
- 8月9日 - 9月19日　帝国劇場
  - 『シャンソン・ド・パリ』（高木史朗）

#### 星組
- 11月7日 - 12月3日　帝国劇場
  - 『トウランドット』（白井鐵造）

#### 花組
- 12月6日 - 12月29日　帝国劇場
  - 『かぐや姫』（内海重典）
  - 『パリ・ニューヨーク』（内海重典　構成・演出）

### 宝塚・東京以外の公演

#### 花組
- 3月12日・13日　静岡
  - 『ハワイの伯母さん』（白井鐵造）
  - 『源氏物語』（白井鐵造）

- 3月15日 - 3月24日　名古屋宝塚劇場
  - 『ハワイの伯母さん』（白井鐵造）
  - 『源氏物語』（白井鐵造）

#### 月組
- 5月12日 - 5月21日　広島、下関、福岡、佐賀、別府
  - 『ハワイの伯母さん』（白井鐵造）
  - 『宝塚おどり』（内海重典）

- 6月7日 - 6月10日　岐阜、津、伊勢
  - 『棒しばり』（水田茂）
  - 『ハワイの伯母さん』（白井鐵造）
  - 『宝塚パレード』（内村禄哉）

#### 星組
- 6月14日 - 6月22日　名古屋宝塚劇場
  - 『道行初音の旅路』（小野晴通）
  - 『君若き頃』（内海重典）

#### 月組
- 7月5日 - 7月9日　倉敷、岡山、津山、奥津、下松
  - 『ハワイの伯母さん』（白井鐵造）
  - 『宝塚パレード』（内村禄哉）

#### 星組
- 7月24日 - 7月28日　京都宝塚劇場
  - 『重の井』（小野晴通）
  - 『四つのファンタジア』（白井鐵造）
  - 『宝塚巴里祭』（内海重典）

#### 月組
- 9月20日・21日　高知
  - 『安珍清姫譚』（小野晴通）
  - 『ハワイの伯母さん』（白井鐵造）
  - 『宝塚ボウグ』

- 10月8日 - 10月19日　三原、岩国
  - 『安珍清姫譚』（小野晴通）
  - 『ハワイの伯母さん』（白井鐵造）
  - 『宝塚スヰート・スヰング』

#### 雪組
- 11月3日 - 11月11日　名古屋宝塚劇場
  - 『ジャワの踊り子』（菊田一夫）

- 11月13日 - 11月17日　静岡、飯田
  - 『ジャワの踊り子』（菊田一夫）